# Броненосцы типа «Аякс»
Броненосцы типа «Аякс» (англ. Ajax-class) — серия из двух башенных цитадельных броненосцев, построенных для британского флота в конце 1870-х годов. Представляли собой уменьшенную и удешевлённую версию крупного броненосца HMS «Inflexible». Последние британские линейные корабли с дульнозарядными орудиями главного калибра; считались весьма неудачными. Проданы на слом в 1904 году.

## История
В 1870-х годах тенденции в мировом броненосном кораблестроении всё сильнее сдвигались в пользу «суперброненосцев», несущих самые мощные из доступных орудия и самую толстую возможную броню. Опыт битвы при Лиссе, доминирующий в представлении адмиралов, предполагал, что будущие морские сражения станут более или менее беспорядочной свалкой, где корабли будут действовать индивидуально. В подобной ситуации, основное внимание уделялось не способности броненосцев к взаимодействию, а достижению индивидуального превосходства над каждым вражеским.
В конце 1870-х, британский флот получил новый крупный броненосец «Инфлексибл». Созданный в рамках доктрины индивидуального превосходства, этот броненосец нес чудовищные 406-миллиметровые дульнозарядные нарезные пушки и был защищен уникально толстой броней из чередующихся слоев железа и дерева суммарной толщиной около 1,2 метра. Прогресс в области морской артиллерии в 1870-х привел к тому, что только самая толстая броня теперь могла защитить от снарядов чудовищных нарезных орудий. Так как такая броня сама по себе была очень тяжелой, конструкторы перешли к «цитадельной» схеме защиты — при которой броней максимально возможной толщины прикрывалась лишь «цитадель» в центре корпуса, вмещавшая машины, котлы, орудия и погреба боезапаса. Оконечности при этом броней не защищались, но разделялись на множество небольших герметичных отсеков; считалось, что медленно стреляющие тяжелые орудия не смогут значимо повредить оконечности редкими попаданиями, и пока цитадель не пробита, броненосец будет обладать достаточным запасом плавучести, чтобы оставаться на плаву.
Тем не менее, несмотря на все свои преимущества, «Инфлексибл» не считался полностью удачным кораблем. Главным аргументом против него стала цена — корабль оказался очень дорогим. Хотя британский флот мыслил в рамках доктрины «индивидуального превосходства», британский парламент придерживался более рационального мнения, что количество кораблей в итоге важнее их качества. Это было особенно актуально для Британской Империи, флоты которой были вынуждены одновременно оперировать на весьма удаленных театрах. В результате, было решено что следующие два броненосца будут представлять собой уменьшенную версию «Инфлексибла».

## Конструкция
По архитектуре, броненосцы типа «Аякс» представляли собой уменьшенную версию «Инфлексибла». Их водоизмещение не превышало 8500 тонн, длина 91,67 метров, ширина 20,12 метров, и осадка 7,17 метра. Базовая схема оставалась прежней; они были низкобортными башенными броненосцами, с машинами, котлами и орудиями в центральной «цитадели» и небронированными оконечностями. В носу и корме имелись высокие надстройки, соединявшиеся навесной палубой, проходившей над башнями главного калибра. В отличие от «Инфлексибла», «Аяксы» имели только одну трубу в центре корпуса, между башнями.
Однако, уменьшение размеров было куплено дорогой ценой — цитадель «Аяксов» (в отличие от более крупного «Инфлексибла») не обеспечивала достаточного запаса плавучести, и если бы их оконечности были разбиты неприятельским огнём и затоплены, «Аяксы» могли бы погибнуть без единого пробития своей брони.

### Вооружение
Основное вооружение «Аяксов» было пропорционально уменьшено по сравнению с прототипом, и состояло из четырёх 317-мм 12,5-калиберных нарезных дульнозарядных орудий в двух вращающихся башнях. Башни были расположены в центре корпуса эшелонированно, по диагонали; передняя башня была смещена к левому борту, а задняя — к правому.
Теоретически, такое расположение позволяло наводить все орудия в нос или в корму корабля, а также иметь по крайней мере некоторый угол на каждый борт, на который могли бы быть наведены все орудия главного калибра. Однако, на практике, диагональное расположение башен оказалось малоэффективно; при стрельбе на нос или на корму, пороховые газы орудий проходили опасно близко от надстроек, а при стрельбе на борт, пороховые газы противоположной направлению стрельбы башни повреждали палубный настил. В целом, в обычной ситуации эти броненосцы могли задействовать не более двух орудий главного калибра для стрельбы в любом направлении.

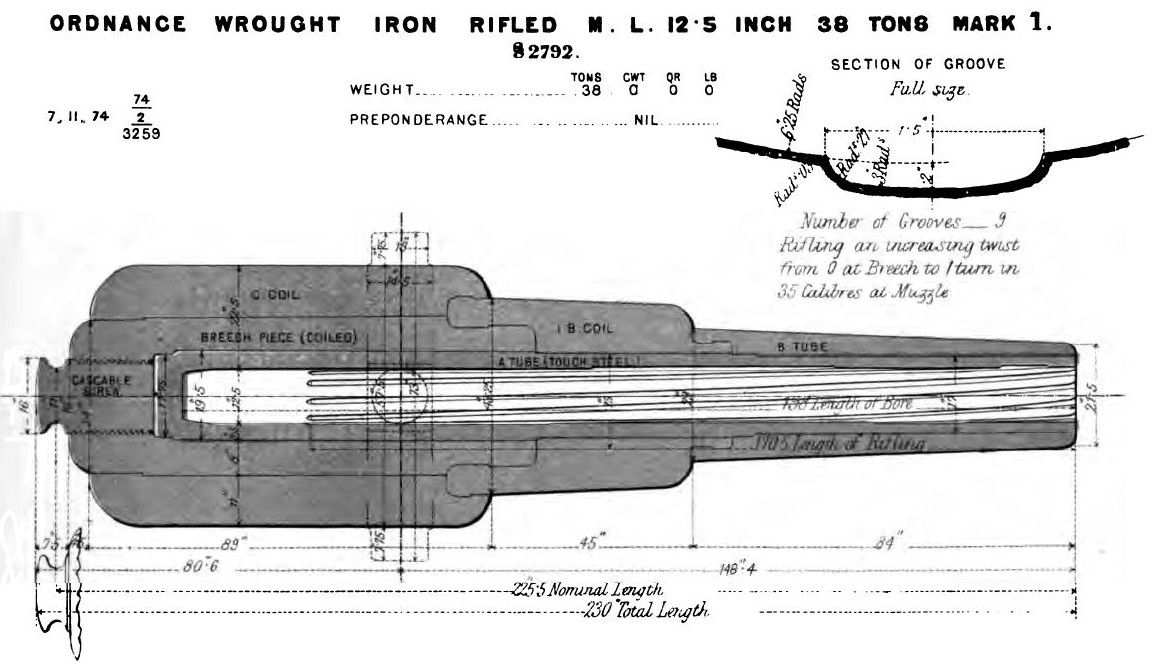
Схема 317-мм 12,5-калиберной дульнозарядной нарезной пушки

Сами пушки были достаточно удачны — они стреляли 367 килограммовым снарядом с начальной скоростью до 480 метров в секунду на дистанцию до 5900 метров. Однако, это были все ещё дульнозарядные орудия, перезаряжаемые путём откатывания пушки назад в башню и опускания её дульного среза к люку перезарядного механизма. По меркам начала 1880-х, эти орудия были уже анахроничны, и значительно уступали современным казнозарядным пушкам французских кораблей. Тем не менее, британский флот, имея значительный негативный опыт работы с ранними казнозарядными орудиями в 1860-х, упорно предпочитал дульнозарядные пушки.
Броненосцы типа «Аякс» были первыми в британском флоте, несущими вспомогательное вооружение среднего калибра. Отсутствие на британских броненосцах каких-либо промежуточных орудий между огромными пушками главного калибра и пулеметами для защиты от минных катеров долгое время было объектом критики; французские броненосцы, например, всегда несли мощные вспомогательные батареи и могли использовать их чтобы разрушать небронированные оконечности британских кораблей. Кроме того, отсутствие промежуточного калибра вынуждало броненосцы применять свою главнокалиберную артиллерию даже против небронированных неприятельских канонерок — что было весьма неудобно.
На «Аяксах» вспомогательное вооружение состояло из двух 152-мм казнозарядных орудий, по одному в каждой оконечности; едва ли достаточное, оно, тем не менее, позволяло более эффективно вести бой с небронированными кораблями. Броненосцы этого типа также несли по шесть 6-фунтовых скорострельных орудий, предназначенных для защиты от миноносцев и в ближнем бою — обстрела палуб противника. Имелось и торпедное вооружение, в составе двух подводных торпедных аппаратов, основной задачей которых виделось либо поражение противника при промахе таранной атаки, либо удерживание противника от тарана угрозой торпедирования.

### Броневая защита
Броневая защита «Аяксов» была конструктивно подобна «Инфлексиблу», и представляла собой «сэндвич» из чередующихся слоев кованого железа и толстой деревянной подкладки. На уровне ватерлинии, броневая защита состояла из двух слоев железа, каждый с собственной толстой деревянной подкладкой, и достигала общей толщины почти в 930 миллиметров (из них железа, суммарно, 457 миллиметров). Выше и ниже ватерлинии, пояс утончался до 380 миллиметров железа. Башни главного калибра защищались аналогичным «сэндвичем» толщиной в 406 миллиметров железа (два слоя) и 460 миллиметров дерева (два слоя) на лобовой плите и в 356 миллиметров железа (два слоя) и 460 миллиметров дерева (два слоя) на остальных сегментах.
Броневой пояс корабля прикрывал расположенную в центре корпуса цитадель длиной в 30 метров, вмещающую котлы, машины и основания башен главного калибра. В оконечностях, вертикальной защиты не было; чтобы лимитировать ущерб от попаданий, оконечности были на уровне ватерлинии разделены на множество небольших водонепроницаемых отсеков. Горизонтальная защита кораблей состояла из единственной плоской броневой палубы толщиной в 76 миллиметров, тянущейся на всю длину корабля. Палуба защищала от попаданий снарядов по навесной траектории.
Однако, как уже было указано выше, в системе защиты кораблей был важный недостаток. Их небольшая цитадель не обладала достаточным запасом плавучести, чтобы удерживать корабль на плаву при затоплении оконечностей. Если бы оконечности корабля были разбиты неприятельским огнём, и затоплены поверх броневой палубы, то броненосцы типа «Аякс» неминуемо бы затонули, пусть даже их броня не была бы пробита ни разу.

### Силовая установка
Броненосцы типа «Аякс» были двухвинтовыми. В движение их приводили две инверсные паровые машины «Компаунд», конструкции Пенна, имевшие полную мощность в 6000 л. с. При работе всех десяти трубчатых котлов, корабли развивали скорость до 13 узлов.
Броненосцы типа «Аякс» были спроектированы с расчётом на экономию угля, и имели очень небольшое отношение длины к ширине. Это привело к плохой управляемости кораблей; «Аяксы» оказались полностью неспособны держаться на курсе без интенсивной работы рулем. Эксперименты показали, что при руле, поставленном прямо, броненосцы совершали полный круг за 9 минут 10 секунд. Их плохая маневренность была источником постоянных проблем в службе, и делала крайне сложным их оперирование в строю эскадры.

## Оценка проекта
Броненосцы типа «Аякс» были откровенно малоудачными кораблями. Построенные как уменьшенная и удешевленная версия удачного, хотя и неидеального «Инфлексибла», они усугубляли его недостатки, не давая ничего взамен.
Главным их недостатком была совершенно неудовлетворительная живучесть, позволявшая потопить «Аяксы» даже без пробития их сравнительно мощной брони. Их вооружение было приемлемым по меркам времени, но устаревшим за счет применения дульнозарядных орудий; кроме того, эшелонированное расположение башен было явно неудачным. Наконец, броненосцы этого типа отличались неудовлетворительной маневренностью и не были способны держаться прямо на курсе без активной работы рулем.
В целом, серия кораблей «Аякс» была откровенной неудачей британского кораблестроения, сильно проигрывающей большинству аналогов. Тем не менее, британский парламент продолжал настаивать на строительстве меньших, более дешёвых кораблей, мотивируя это необходимостью защиты значительных территорий.